# ヴォーヌ＝ロマネ
ヴォーヌ＝ロマネ （Vosne-Romanée）は、フランスのブルゴーニュ地方コート＝ドール県南部にあるコミューン。

## ワイン
有名なロマネ・コンティを始め、単独でAOCを名乗れる特級畑が6つある。

## 人口統計
| 1962年 | 1968年 | 1975年 | 1982年 | 1990年 | 1999年 | 2009年 |
| ------ | ------ | ------ | ------ | ------ | ------ | ------ |
| 650    | 654    | 613    | 530    | 464    | 460    | 417    |